# Академия Нью Хоуп
Академия New Hope (англ. New Hope Academy) — частное учебное заведение в США.

## История
Академия основана в 1990 году как средняя школа и расположена на территории бывшей государственной школы на кампусе площадью 8-акров (32 374,85137600000 м2) в Ландовер-Хиллз, округ Принс-Джордж, штат Мэриленд, США.  

## Религиозная принадлежность
Религиозная принадлежность основателей школы, 12 матерей, — Церковь Объединения. Церковь пожертвовала на открытие школы 150 000 долларов. Вероисповедание церкви не преподается в школе. Школа была создана по модели «религиозного сообщества», позволяющей разрешать выражение веры, а не запрещать его. Большинство учащихся и преподавателей не являются членами Церкви Объединения.  Школа юридически независима от Церкви объединения и управляется созданным матерями-основательницами советом директоров. Директора в основном не имеют отношения к церкви.

## Внешние ссылки
- Академия Нью Хоуп (веб-сайт школы, главная страница)